# César Gabriel de Choiseul-Praslin

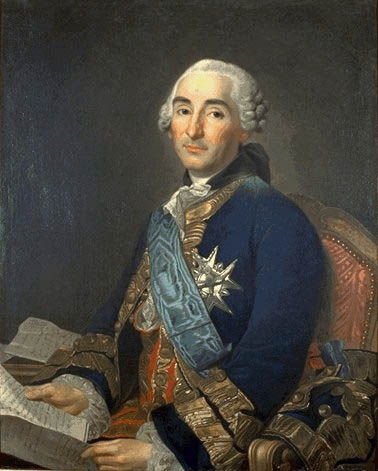
César Gabriel de Choiseul, Herzog von Praslin.

César Gabriel de Choiseul, Herzog von Praslin (* 14. August 1712 in Paris; † 15. November 1785 ebenda) war ein französischer Militär, Diplomat und Staatsmann. Er war Marquis de Choiseul, Comte de Chevigny et de La Rivière, Vicomte de Melun et de Vaux, Baron de La Flèche, de Sainte-Suzanne, et de Giry, Seigneur de Chassy. César Gabriel de Choiseul war der Sohn von Hubert de Choiseul († 1727), genannt Marquis de Choiseul, und Henriette Louise de Beauvau.
Er wurde zum Lieutenant-général ernannt und diente als Botschafter in Wien. Als Verwandter von Étienne François de Choiseul, Graf von Stainville war er ab 13. Oktober 1761 Staatssekretär für Auswärtige Angelegenheiten, also französischer Außenminister. Am 1. Januar 1762 wurde er in den Orden vom Heiligen Geist aufgenommen, am 2. November 1762 zum Herzog von Praslin und Pair von Frankreich ernannt. Am 10. April 1766 wechselte er in das Marineministerium, als Étienne de Choiseul erneut das Außenamt übernahm. Am 15. Dezember 1769 wurde César Gabriel de Choiseul Ehrenmitglied der Académie des sciences. Am 24. Dezember 1770 schied er in Ungnade aus dem Ministerium aus und wurde durch den Abbé Joseph Marie Terray ersetzt.
Am 30. April 1732 heiratete er Anne Marie de Champagne de Villaines de La Suze († 27. Dezember 1783), Tochter von René Brandelis, Marquis de Villaines et de la Varenne, und Catherine Thérèse Le Royer. Das Paar bekam zwei Kinder:
- René César Louis (1735–1791), 2. Duc de Praslin, Pair von Frankreich etc. ⚭ 1754 Guyonne Marguerite Philippine de Durfort (1739–1806), Tochter von Louis de Durfort, 4. Duc de Quintin et de Lorge, Pair de France
- Elisabeth Céleste Adélaide (1737–1768); ⚭ 1752, getrennt 1760, Florent Alexandre de la Baume († 1794), 14. Comte de Montrevel, Feldmarschall (La Baume-Montrevel)